# Narciso Rodríguez
Narciso Manuel Rodríguez de Armas (Arucas, 5 ottobre 1962) è un ex calciatore spagnolo, di ruolo attaccante.

## Palmarès

### Competizioni nazionali
- Segunda División spagnola: 1

Siviglia: 1984-1985